# ISO/IEC 7810

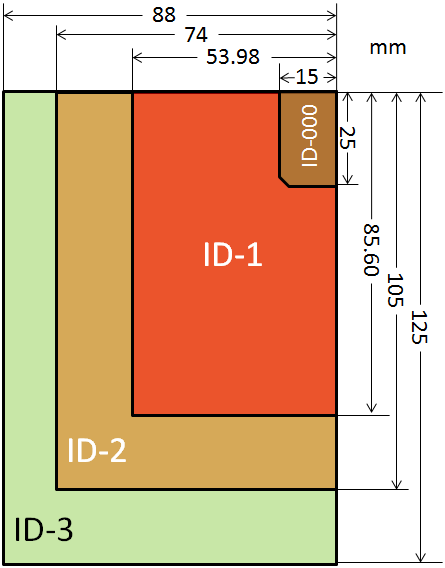
Illustrazione dei formati ISO/IEC 7810

L'ISO/IEC 7810 è uno standard internazionale stabilito dall'Organizzazione internazionale per la normazione (ISO) e che descrive le caratteristiche fisiche dei documenti di identità.
Al suo interno sono previsti 4 diversi standard tutti di spessore 0,76 mm:
- ID-000: 25 mm × 15 mm, SIM card;
- ID-1: 85,60 mm × 53,98 mm, carte di credito, patenti europee;
- ID-2: 105 mm × 74 mm (A7), carte di identità tedesche fino a ottobre 2010;
- ID-3: 125 mm × 88 mm (B7), passaporti e visti.